# Babiná
Babiná es un municipio del distrito de Zvolen en la región de Banská Bystrica, Eslovaquia, con una población estimada a final del año 2024 de 544 habitantes.
Se encuentra ubicado en el centro-oeste de la región, en los montes Centrales Eslovacos y la cuenca hidrográfica del río Hron —un afluente izquierdo del Danubio— y cerca de la frontera con la región de Nitra.

## Demografía
| Año        | 1994 | 2004     | 2014     | 2024    |
| ---------- | ---- | -------- | -------- | ------- |
| Población  | 410  | 458      | 534      | 544     |
| Diferencia |      | +11,70 % | +16,59 % | +1,87 % |

| Año        | 2023 | 2024    |
| ---------- | ---- | ------- |
| Población  | 539  | 544     |
| Diferencia |      | +0,92 % |